# Natació als Jocs Olímpics d'Estiu de 1992
Als Jocs Olímpics d'Estiu de 1992 celebrats a la ciutat de Barcelona (Catalunya) es disputaren 31 proves de natació, 16 en categoria masculina i 15 en categoria femenina. La competició es desenvolupà a les Piscines Picornell.
Hi participaren un total de 641 nedadors, entre ells 385 homes i 256 dones, de 92 comitès nacionals diferents.

## Resum de medalles

### Categoria masculina
| Prova                   | Or | Or      | Argent | Argent  | Bronze | Bronze  |
| 50 m lliures Detalls    | Aleksandr Popov | 21.91   | Matt Biondi | 22.09   | Tom Jager                                                                                                   | 22.30   |
| 100 m lliures Detalls   | Aleksandr Popov | 49.02   | Gustavo Borges | 49.43   | Stéphan Caron                                                                                               | 49.50   |
| 200 m lliures Detalls   | Yevgeny Sadovyi | 1:46.70 | Anders Holmertz | 1:46.86 | Antti Kasvio                                                                                                | 1:47.63 |
| 400 m lliures Detalls   | Yevgeny Sadovyi | 3:45.00 | Kieren Perkins | 3:45.16 | Anders Holmertz                                                                                             | 3:46.77 |
| 1.500 m lliures Detalls | Kieren Perkins | 14:43.4 | Glen Housman | 14:55.2 | Jörg Hoffmann                                                                                               | 15:02.2 |
| 100 m esquena Detalls   | Mark Tewksbury | 53.98   | Jeff Rouse | 54.04   | David Berkoff                                                                                               | 54.78   |
| 200 m esquena Detalls   | Martin López-Zubero | 1:58.47 | Vladimir Selkov | 1:58.87 | Stefano Battistelli                                                                                         | 1:59.40 |
| 100 m braça Detalls     | Nelson Diebel | 1:01.50 | Norbert Rózsa | 1:01.68 | Phil Rogers                                                                                                 | 1:01.76 |
| 200 m braça Detalls     | Mike Barrowman | 2:10.16 | Norbert Rózsa | 2:11.23 | Nick Gillingham                                                                                             | 2:11.29 |
| 100 m papallona Detalls | Pablo Morales | 53.32   | Rafał Szukała | 53.35   | Anthony Nesty                                                                                               | 53.41   |
| 200 m papallona Detalls | Melvin Stewart | 1:56.26 | Danyon Loader | 1:57.93 | Franck Esposito                                                                                             | 1:58.51 |
| 200 m estils Detalls    | Tamás Darnyi | 2:00.76 | Greg Burgess | 2:00.97 | Attila Czene                                                                                                | 2:01.00 |
| 400 m estils Detalls    | Tamás Darnyi | 4:14.23 | Eric Namesnik | 4:15.57 | Luca Sacchi                                                                                                 | 4:16.34 |
| 4x100 m lliures Detalls | Estats Units Joe Hudepohl · Matt Biondi · Tom Jager · Jon Olsen · Shaun Jordan* · Joel Thomas*                                       | 3:16.74 | Equip Unificat Pavlo Khnykin Guennadi Prígoda Iuri Baixkàtov Aleksandr Popov V. Pyshnenko* V. Tayanovich*                   | 3:17.56 | Alemanya Dirk Richter · Christian Tröger · Steffen Zesner · Mark Pinger · Andreas Szigat* · Bengt Zikarsky* | 3:17.90 |
| 4x200 m lliures Detalls | Equip Unificat Dmitry Lepikov Vladimir Pyshnenko V. Tayanovich Yevgeny Sadovyi A. Kudryavtsev* Yury Mukhin*                          | 7:11.95 | Suècia Christer Wallin · Anders Holmertz · Tommy Werner · Lars Frölander                                                    | 7:15.51 | Estats Units Joe Hudepohl · Melvin Stewart · Jon Olsen · Doug Gjertsen · Scott Jaffe* · Daniel Jorgensen*   | 7:16.23 |
| 4x100 m estils Detalls  | Estats Units Jeff Rouse · Nelson Diebel · Pablo Morales · Jon Olsen · David Berkoff* · Hans Dersch* · Melvin Stewart* · Matt Biondi* | 3:36.93 | Equip Unificat Vladimir Selkov Vassili Ivanov Pavlo Khnykin Aleksandr Popov V. Pyshnenko* Vladislav Kulikov* Dmitri Volkov* | 3:38.56 | Canadà Mark Tewksbury · Jonathan Cleveland · Marcel Gery · Stephen Clarke · Tom Ponting*                    | 3:39.66 |

* Nedadors que participaren en les sèries de classificació i que també foren guardonats amb la corresponent medalla.

### Categoria femenina
| Prova                   | Or | Or      | Argent | Argent  | Bronze | Bronze  |
| 50 m lliures Detalls    | Yang Wenyi | 24.79   | Zhuang Yong | 25.08   | Angel Martino | 25.23   |
| 100 m lliures Detalls   | Zhuang Yong | 54.64   | Jenny Thompson | 54.84   | Franziska van Almsick | 54.94   |
| 200 m lliures Detalls   | Nicole Haislett | 1:57.90 | Franziska van Almsick | 1:58.00 | Kerstin Kielgass | 1:59.67 |
| 400 m lliures Detalls   | Dagmar Hase | 4:07.18 | Janet Evans | 4:07.37 | Hayley Lewis | 4:11.22 |
| 800 m lliures Detalls   | Janet Evans | 8:25.52 | Hayley Lewis | 8:30.34 | Jana Henke | 8:30.99 |
| 100 m esquena Detalls   | Krisztina Egerszegi | 1:00.68 | Tünde Szabó | 1:01.14 | Lea Loveless | 1:01.43 |
| 200 m esquena Detalls   | Krisztina Egerszegi | 2:07.06 | Dagmar Hase | 2:09.46 | Nicole Stevenson | 2:10.20 |
| 100 m braça Detalls     | Yelena Rudkovskaya | 1:08.00 | Anita Nall | 1:08.17 | Samantha Riley | 1:09.25 |
| 200 m braça Detalls     | Kyoko Iwasaki | 2:26.65 | Lin Li | 2:26.85 | Anita Nall | 2:26.88 |
| 100 m papallona Detalls | Hong Qian | 58.62   | Crissy Ahmann | 58.74   | Catherine Plewinski | 59.01   |
| 200 m papallona Detalls | Summer Sanders | 2:08.67 | Wang Xiaohong | 2:09.01 | Susie O'Neill | 2:09.03 |
| 200 m estils Detalls    | Lin Li | 2:11.65 | Summer Sanders | 2:11.91 | Daniela Hunger | 2:13.92 |
| 400 m estils Detalls    | Krisztina Egerszegi | 4:36.54 | Lin Li | 4:36.73 | Summer Sanders | 4:37.58 |
| 4x100 m lliures Detalls | Estats UnitsNicole Haislett · Angel Martino · Jenny Thompson · Dara Torres · Ashley Tappin* · Crissy Ahmann*                                       | 3:39.46 | R.P. de la Xina Le Jingyi · Lu Bin · Zhuang Yong · Yang Wenyi · Zhao Kun*                                                             | 3:40.12 | AlemanyaFranziska van Almsick · Daniela Hunger · Simone Osygus · Manuela Stellmach · Kerstin Kielgass* · Annette Hadding* | 3:41.60 |
| 4x100 m estils Detalls  | Estats Units Crissy Ahmann · Lea Loveless · Anita Nall · Jenny Thompson · Elizabeth Wagstaff* · Megan Kleine* · Summer Sanders* · Nicole Haislett* | 4:02.54 | Alemanya Franziska van Almsick · Jana Dörries · Dagmar Hase · Daniela Hunger · Daniela Brendel* · Bettina Ustrowski* · Simone Osygus* | 4:05.19 | Equip Unificat Nina Zhivanevskaya Olga Kiritchenko Natalia Meshcheryakova Elena Rudkovskaya Elena Choubina*               | 4:06.44 |

* Nedadores que participaren en les sèries de classificació i que també foren guardonats amb la corresponent medalla.

## Medaller
| Posició | País            | Or | Argent | Bronze | Total |
| 1       | Estats Units    | 11 | 9      | 7      | 27    |
| 2       | Equip Unificat  | 6  | 3      | 1      | 10    |
| 3       | Hongria         | 5  | 3      | 1      | 9     |
| 4       | R.P. de la Xina | 4  | 5      | 0      | 9     |
| 5       | Alemanya        | 1  | 3      | 7      | 11    |
| 6       | Austràlia       | 1  | 3      | 5      | 9     |
| 7       | Canadà          | 1  | 0      | 1      | 2     |
| 8       | Espanya         | 1  | 0      | 0      | 1     |
| 8       | Japó            | 1  | 0      | 0      | 1     |
| 10      | Suècia          | 0  | 2      | 1      | 3     |
| 11      | Brasil          | 0  | 1      | 0      | 1     |
| 11      | Nova Zelanda    | 0  | 1      | 0      | 1     |
| 11      | Polònia         | 0  | 1      | 0      | 1     |
| 14      | França          | 0  | 0      | 3      | 3     |
| 15      | Itàlia          | 0  | 0      | 2      | 2     |
| 16      | Finlàndia       | 0  | 0      | 1      | 1     |
| 16      | Regne Unit      | 0  | 0      | 1      | 1     |
| 16      | Surinam         | 0  | 0      | 1      | 1     |